# Kawasaki Yosuke
Yosuke Kawasaki (sinh ngày 17 tháng 1 năm 1990) là một cầu thủ bóng đá người Nhật Bản.

## Sự nghiệp câu lạc bộ
Yosuke Kawasaki đã từng chơi cho FC Gifu và FC Kariya.